# Моралес Роберто Карлосович
Робе́рто Мора́лес (повне ім'я: Робе́рто Ка́рлосович Мора́лес Му́ньос; нар. 23 березня 1976, Сантьяго, Чилі) — український спортивний журналіст та коментатор.

## Життєпис
Батько Карлос Беніто Моралес — чилієць, мати Лукія Моралес — чилійка. Коли у 1973 році батько Роберто приїхав до СРСР у місячне відрядження, в Чилі стався державний переворот, в результаті чого до влади в країні прийшов Авґусто Піночет. Оскільки Карлос Моралес був членом профспілки заводу Мадеко, яка до останнього захищала законного президента Сальвадора Альєнде, на батьківщині йому загрожував розстріл, тож він лишився в СРСР. Нині живе у Києві.
З 1990 по 1991 рік Роберто Моралес мешкав та навчався в Чилі. У 1998 році Роберто закінчив історичний факультет Запорізького університету з курсу «Новітня історія України», після чого якийсь час працював на обласному телебаченні. Перший досвід коментатора здобув саме там ще під час навчання: коментував гру Бельгія — Франція 27 березня 1996 року (0:2).
До 2005 року мав чилійське громадянство. Працював на «Новому каналі», «Інтері», «Мегаспорті» («Відверто про футбол» разом з Ігорем Цигаником). З 2010 по 2019 рік працював на телеканалі «Футбол». Згодом перейшов на роботу у відеосервіс Megogo.
З липня 2015 по осінь 2016 року служив у війську в зоні АТО. З травня 2023 року у ЗСУ. Нині військовослужбовець 41 осб.

## Особисте життя
Розлучений. Має сина Даніеля та доньку Марійку.